# Stanisław Żmijan

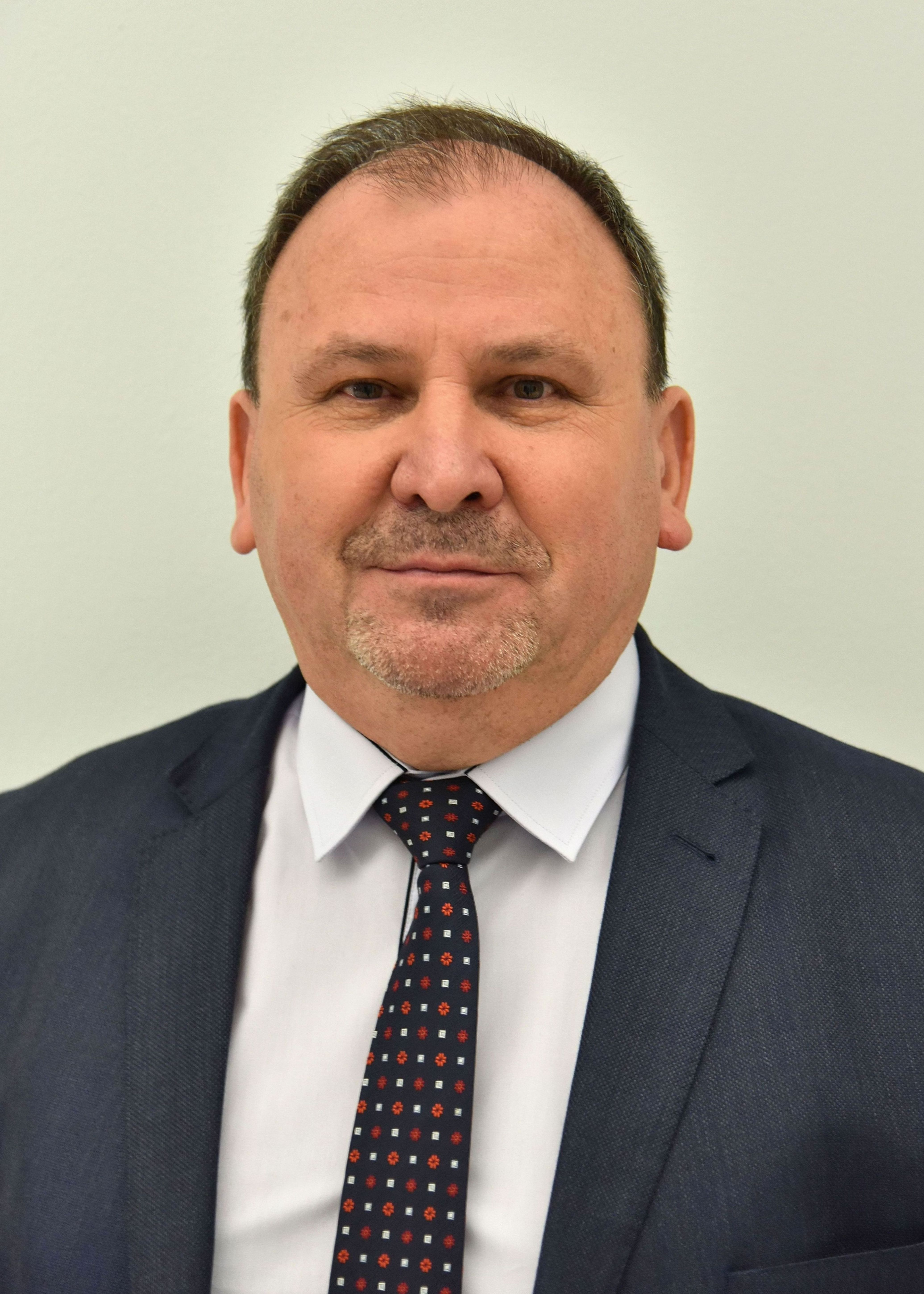
Stanisław Żmijan (2016)

Stanisław Żmijan (* 13. Dezember 1956 in Tarnogród) ist ein polnischer Politiker der Platforma Obywatelska (Bürgerplattform).

## Leben
Żmijan studierte an der Politechnika Lubelska und wurde dort 1980 Ingenieur für Bau und Sanitär. Anschließend arbeitete er als Praktikant und Laborant beim Straßenbauamt von Lublin. 1982 bis 1983 war er Hörer an der Fähnrichschule in Inowrocław. Ab 1983 leitete Stanisław Żmijan die Arbeiten in der Direktion für öffentliche Straßen in Lublin. Ab 1984 war er stellvertretender Direktor für diesen Bereich in Włodawa. 1989 wurde er in Międzyrzec Podlaski Direktor des Amtes für öffentliche Straßen, 1992 Direktor des Unternehmens für Straßen- und Brückenbau und im Jahr 2000 Präsident des Unternehmens. 1990 bis 1998 war er zugleich im Rat der Stadt Międzyrzec Podlaski tätig. 1998 bis 2001 saß er im Sejmik der Wojewodschaft Lublin.
2001 wurde er erstmals in den Sejm gewählt. Auch 2005 konnte er mit 7708 Stimmen erneut einen Sitz erringen.  Bei den vorgezogenen Parlamentswahlen 2007 trat er im Wahlkreis 7 Chełm an und konnte mit 17.606 Stimmen ein Mandat für den Sejm erringen. Er ist seit 2007 stellvertretender Vorsitzender der Kommission für Infrastruktur sowie Mitglied der Kommission für Landwirtschaft und Dorfentwicklung.